# Golfo de Pozzuoli
El golfo de Pozzuoli (del italiano: Golfo di Pozzuoli) es una ligera hendidura de la línea costera en el extremo noroeste del golfo de Nápoles. Toma su nombre de la localidad de Pozzuoli. 
Se encuentra entre el cabo Miseno y el cabo Posillipo. La distancia entre los dos promontorios es de cerca de 6 km.
El principal fenómeno natural que afecta al golfo es el bradisismo, que en los años 1980 movió el puerto a 50 metros de distancia de su ubicación original.

## Fisiografía

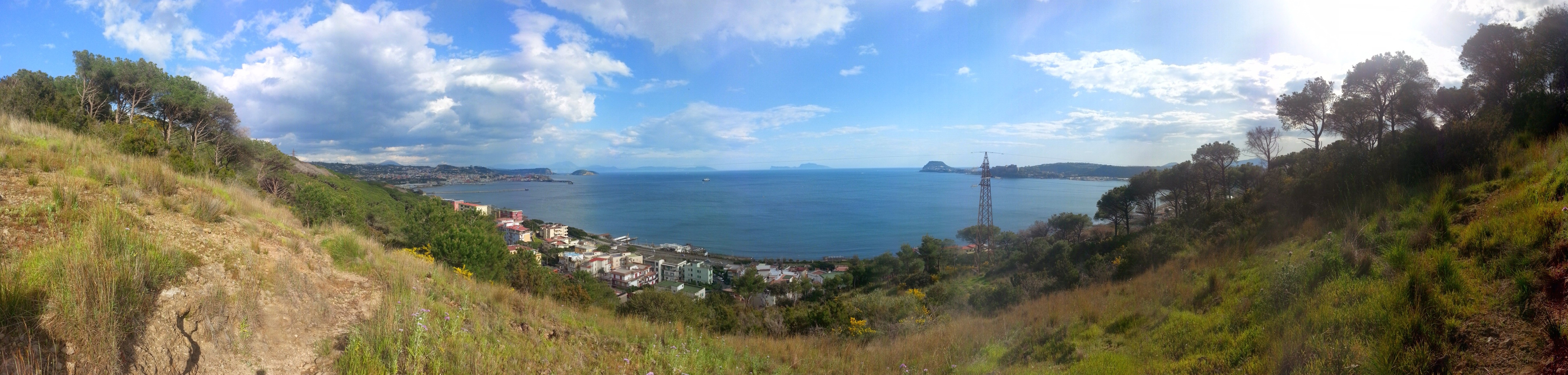
Vista del Golfo.

La bahía está totalmente comprendida en el golfo de Nápoles, en su sector septentrional, entre los 40° 43′ - 40° 50′ de latitud norte y los 14° 03′ - 14° 11′ de longitud este. El golfo cubre una superficie aproximada de 130 km². La plataforma costera es estrecha, se extiende entre los 300 y 2500 m a partir de la línea de costa hasta alcanzar una profundidad de 50 m. La parte central del golfo es una pequeña planicie rellena de sedimentos marinos, principalmente de origen piroclástico, a una profundidad media de 100 m. La parte sur del golfo cuenta con una serie de bancos submarinos de origen volcánico dispuestos a modo de cinturón cerrando la bahía, a una profundidad de entre 26 y 55 m. Más allá, en los límites de las aguas del golfo, a una profundidad de 150 m, se sitúan las cabeceras de varios cañones submarinos que se internan en el golfo de Nápoles.

## Geología
El golfo de Pozzuoli es la parte submarina de los Campos Flégreos, un complejo volcánico considerado por la mayoría de la comunidad científica como un sistema de caldera volcánica. En los últimos milenios sedimentos piroclásticos se fueron depositando en sustratos con presencia de importantes fenómenos de subsidencia. Los primeros registros de actividad volcánica en el sector comenzaron con la gran erupción Ignimbrita campaniana hace 39 000 años, episodio en el que fueron arrojados 150 km³ de sedimentos piroclásticos. Posteriormente, hace 15 000 años, otra importante erupción arrojó 40 km³ de piroclastos. En milenios más recientes las erupciones —tanto explosivas como efusivas— se sucedieron por decenas, aunque siendo de menor entidad.
Los movimientos de subsidencia han tenido gran importancia en la configuración de la línea de costa del golfo de Pozzuoli. Se presupone que en las dos grandes erupciones de hace 39 000 y 15 000 años la bóveda de la caldera volcánica colapsó dando inicio a desplazamientos verticales del terreno circundante. De este modo se pueden encontrar sedimentos generados en un entorno acuático a una altitud de entre 30-50 m en varios acantilados de la bahía. Los procesos de subsidencia han continuado hasta la actualidad atravesando fases de mayor intensidad, con una tasa media de 1 metro cada 100 años a lo largo de los últimos 2200 años. Excepcionalmente se han producido episodios de elevación repentina (bradisismo positivo) como el ocurrido en el año 1538 d. C. cuando, dos días antes de la erupción del Monte Nuovo, la tierra se elevó 7 metros produciendo un retroceso de 200 metros en la línea de costa.